# (2386) Nikonov
(2386) Nikonov (1974 SN1; 1941 SY; 1951 WB1; 1979 UB2; 1982 FD2) ist ein ungefähr sechs Kilometer großer Asteroid des mittleren Hauptgürtels, der am 19. September 1974 von der russischen (damals: Sowjetunion) Astronomin Ljudmila Iwanowna Tschernych am Krim-Observatorium (Zweigstelle Nautschnyj) auf der Halbinsel Krim (IAU-Code 095) entdeckt wurde. Er gehört zur Gefion-Familie, einer Gruppe von Asteroiden, die nach (1272) Gefion benannt ist.

## Benennung
(2386) Nikonov wurde nach dem Astronomen Wladimir Borissowitsch Nikonow (1905–1987) benannt, der Leiter der Abteilung für Sterne des Krim-Observatorium und ein Pionier der photoelektrischen Sternphotometrie war.